# Los Cerezos

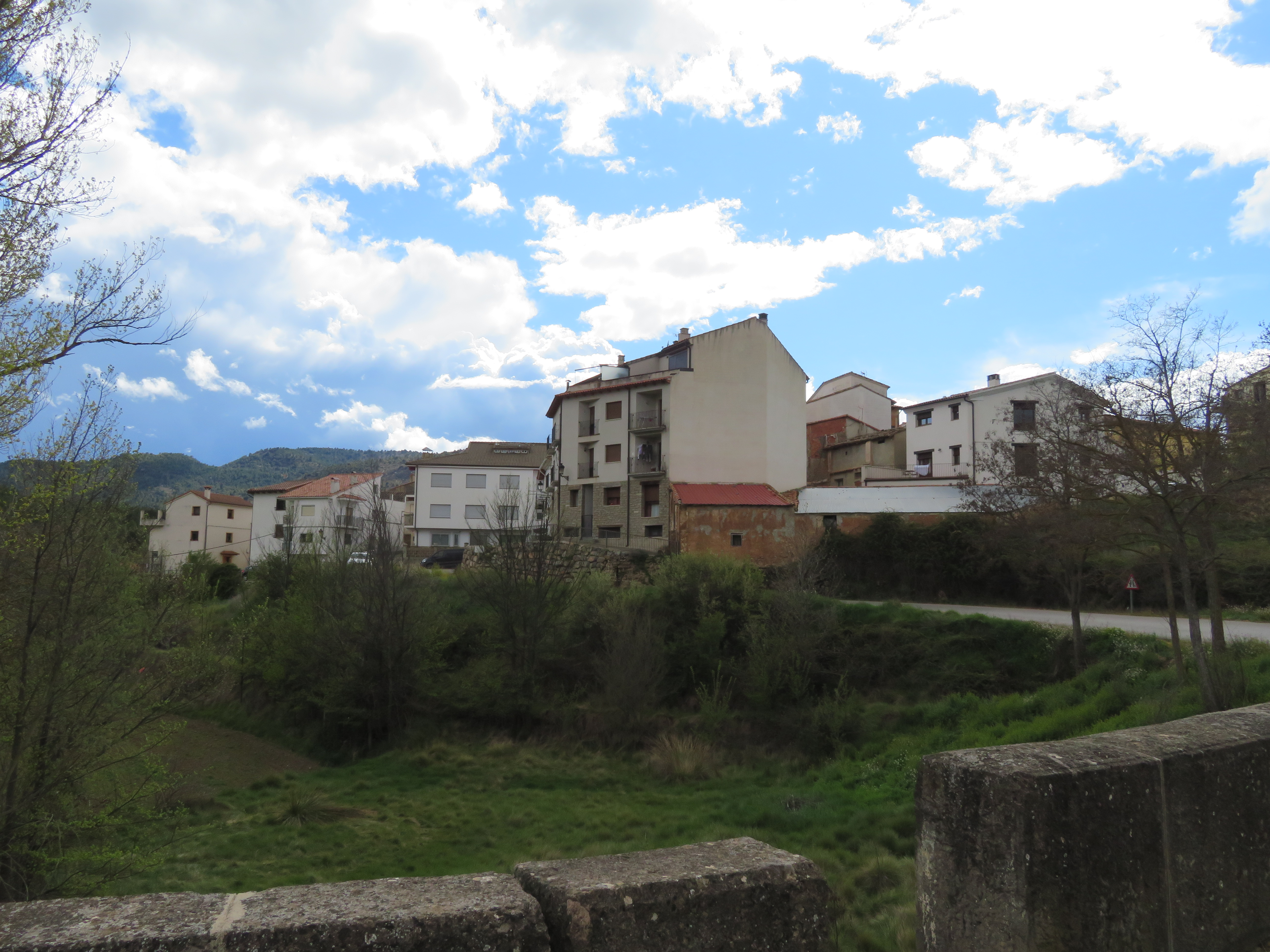
Los Cerezos

Los Cerezos es una localidad perteneciente al municipio español de Manzanera, en la comarca Gúdar-Javalambre, provincia de Teruel, comunidad de Aragón. Se encuentra a 3 km del núcleo urbano de Manzanera por la carretera comarcal A-1514 en sentido Torrijas. Se encuentra a 1.090 metros de altitud y actualmente cuenta con 181 habitantes, siendo el barrio más habitado y el único que conserva la escuela abierta, perteneciente al Colegio Rural Agrupado Javalambre. Las principales actividades laborales de sus vecinos son la construcción y la ganadería, teniendo el turismo un peso considerable.

## Historia
Los Cerezos es la aldea más nueva del pueblo, puesto que proviene de una masía cuya casa estaba a la entrada del casco urbano por la actual calle Cantón y cuyas tierras se encontraban a ambos lados del Río Paraíso formando lo que actualmente es la vega de Los Cerezos, muy parcelada con respecto a entonces.

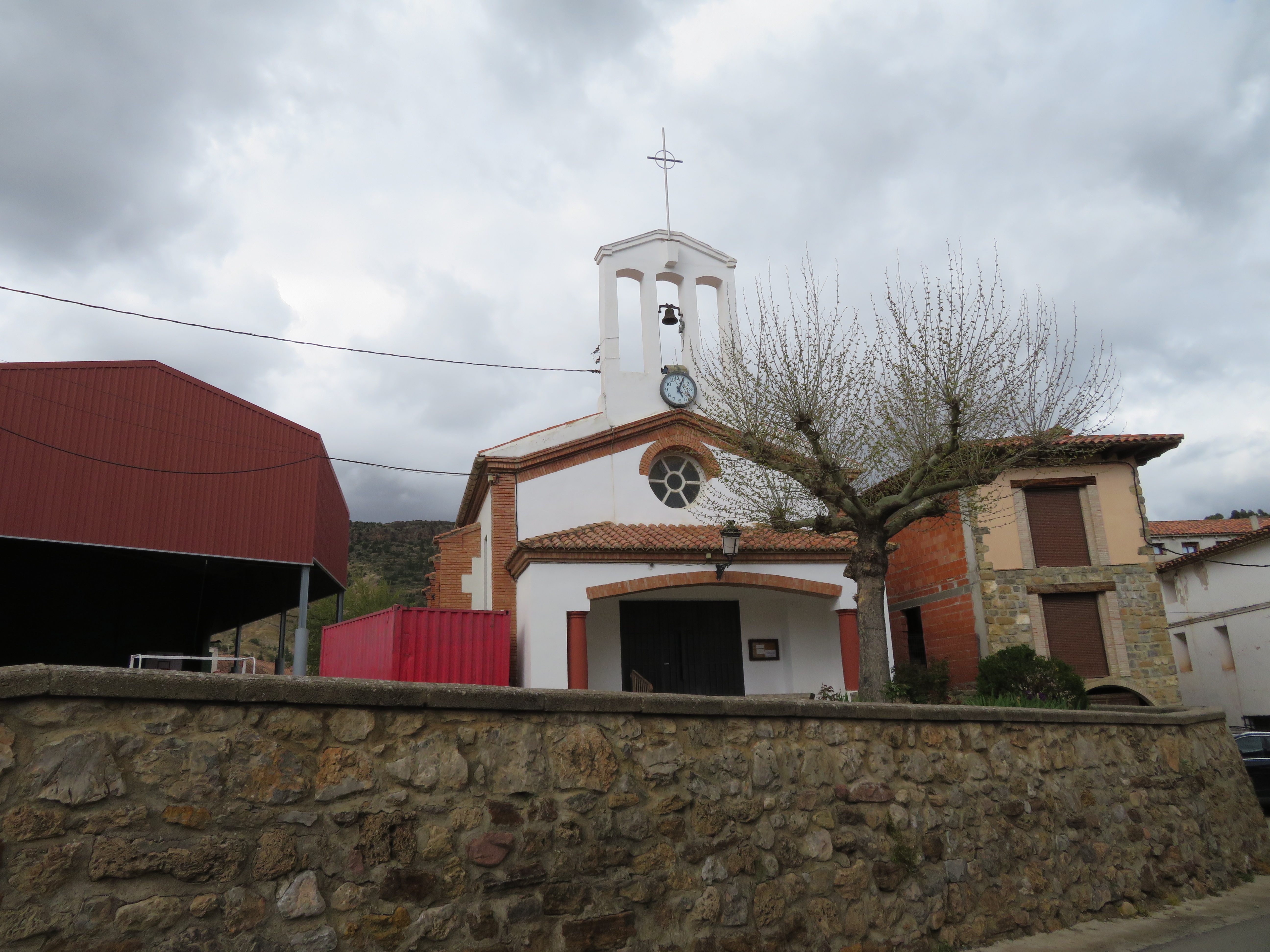
Iglesia de San Antonio de Padua, parroquia de Los Cerezos

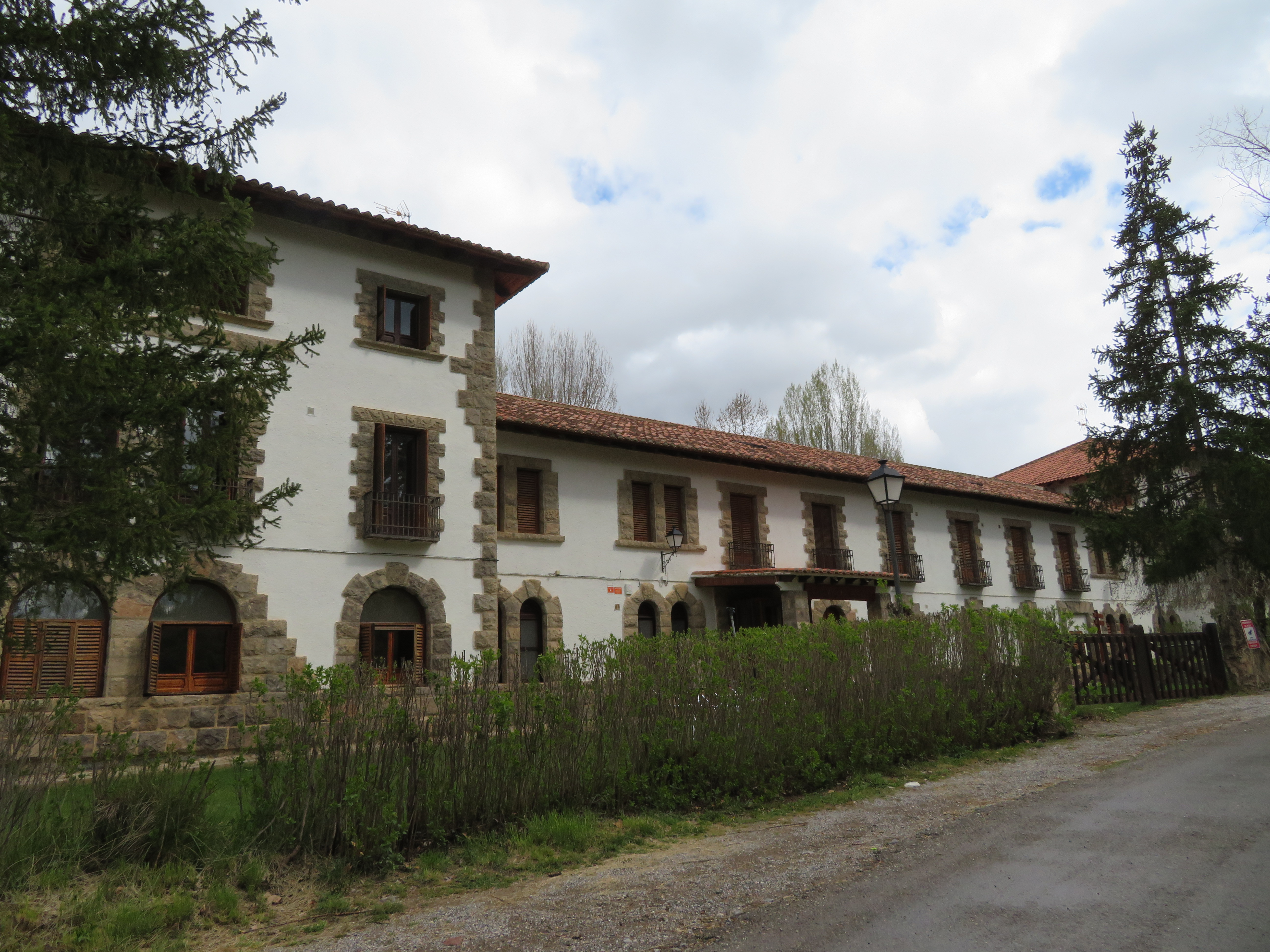
Balneario El Paraíso (Los Cerezos, Manzanera)

## Fiestas
- Los Cerezos celebra sus fiestas patronales a San Antonio de Padua, el 13 de junio. Los actos se celebran el fin de semana más próximo al citado día. Entre sus actos cabe destacar los cultos al Santo, con misa, procesión (en la que era tradición que el sábado llevaran al Santo los quintos y el domingo los clavarios, actualmente el sábado la llevan todos los hombres del pueblo que quieran participar de ello) y canto de Gozos, festejos taurinos y actos lúdicos como las verbenas por la noche o la tradicional rondalla.
- Fiestas de verano, el penúltimo fin de semana de agosto.
Los otros barrios que conforman el municipio son Alcotas, Los Olmos, Las Alhambras y Paraíso Bajo.

## Economía

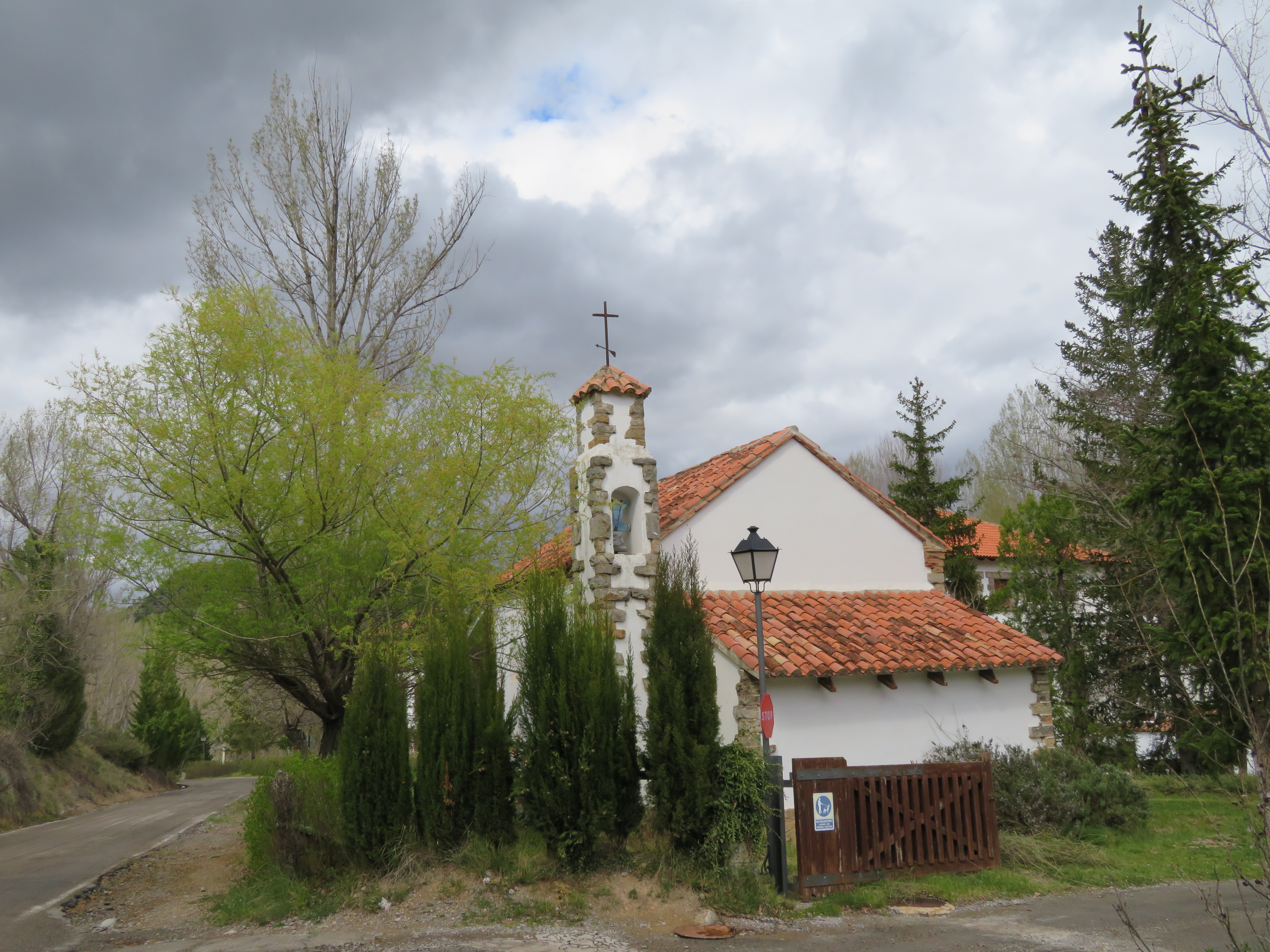
Ermita El Paraíso

El Balneario El Paraíso, se encuentra a un kilómetro de Los Cerezos junto al cauce del Río Paraíso.

## Monumentos
- Iglesia parroquial de San Antonio de Padua.
- Capilla El Salvador, junto al balneario del río Paraíso.
- Datos: Q9023931